# Kinada
Kinada est un village du Cameroun situé dans le département de la Bénoué et la Région du Nord. Il fait partie du lamidat et de la commune de Touroua.

## Population
Lors du recensement de 2005, 385 habitants y ont été dénombrés.